# Alberto Zorrilla
Victoriano Alberto Zorrilla (Buenos Aires, 6 april 1906 – Miami, 23 april 1986) was een Argentijns zwemmer.

## Biografie
Zorrilla nam deel aan de Olympische Zomerspelen 1924 in Parijs en aan de Olympische Zomerspelen 1928 in Amsterdam. Hij werd in 1928 verrassend olympisch kampioen op de 400 meter vrije slag met een tijd van 5.01,6 (tevens een olympisch record), toen hij in de laatste meters de favorieten Boy Charlton en Arne Borg inhaalde.
Door zijn olympische overwinning werd Zorrilla de eerste Zuid-Amerikaanse goudenmedaillewinnaar met het zwemmen. Hij was ook geselecteerd voor de Olympische Zomerspelen 1932 in Los Angeles (waar hij vlaggendrager was), maar moest vanwege een ziekte voortijdig afhaken. Naast zwemmen deed Zorrilla ook aan andere sporten als boksen, roeien, atletiek en dansen (in 1931 won hij het Europese kampioenschap ballroomdansen). Verder vloog hij ook in historische vliegtuigen uit de Eerste Wereldoorlog.
Zorrilla zwom in de Verenigde Staten voor de New York Athletic Club en deed daar eind jaren veertig nog mee aan openwaterzwemwedstrijden. In 1954 werd hij Amerikaans staatsburger. Zorrilla overleed in 1986 op 80-jarige leeftijd.

## Onderscheidingen
- 1976: opname in de International Swimming Hall of Fame[2]

1908: Henry Taylor ·
1912: George Hodgson ·
1920: Norman Ross ·
1924: Johnny Weissmuller ·
1928: Alberto Zorrilla ·
1932: Buster Crabbe ·
1936: Jack Medica ·
1948: William Smith ·
1952: Jean Boiteux ·
1956: Murray Rose ·
1960: Murray Rose ·
1964: Don Schollander ·
1968: Mike Burton ·
1972: Brad Cooper ·
1976: Brian Goodell ·
1980: Vladimir Salnikov ·
1984: George DiCarlo ·
1988: Uwe Daßler ·
1992: Jevgeni Sadovy ·
1996: Danyon Loader ·
2000: Ian Thorpe ·
2004: Ian Thorpe ·
2008: Park Tae-hwan ·
2012: Sun Yang ·
2016: Mack Horton ·
2020: Ahmed Hafnaoui ·
2024: Lukas Märtens